# Ceromya kurahashii
Ceromya kurahashii là một loài ruồi trong họ Tachinidae.